# Мандви
Мандви (англ. Mandvi, хинди मांडवी, гудж. માંડવી) — город в западной части Индии, в штате Гуджарат, на территории округа Кач. Административный центр талуки Мандви.

## История
Основан в 1580 году правителем княжества Кач Кхенгарджи I.

## География
Город находится в западной части Гуджарата, на полуострове Кач, на берегу залива Кач Аравийского моря, вблизи места впадения в него реки Рукмавати, на высоте 0 метров над уровнем моря.
Мандви расположен на расстоянии приблизительно 333 километров к западу-юго-западу от Гандинагара, административного центра штата и на расстоянии 1010 километров к юго-западу от Нью-Дели, столицы страны.

## Климат
Климат характеризуется как аридный жаркий (BWh в классификации климатов Кёппена). Среднегодовая температура воздуха составляет 26,3 °C. Средняя температура самого холодного месяца (января) составляет 19 °С, самого жаркого месяца (июня) — 31,2 °С. Расчётная многолетняя норма осадков — 400 мм. В течение года количество осадков распределено неравномерно, основная их масса выпадает в период с июня по октябрь. Наибольшее количество осадков выпадает в июле (169 мм).

## Демография
По данным официальной переписи 2011 года, население составляло 51 376 человека, из которых мужчины составляли 50,8 %, женщины — соответственно 49,2 %. Дети в возрасте до 6 лет составляли 12 %. Уровень грамотности населения составлял 70,7 %. Насчитывалось 10 346 домохозяйств.

Динамика численности населения города по годам:
| 1991   | 2001   | 2011   |
| ------ | ------ | ------ |
| 36 636 | 42 355 | 51 376 |